# Burg Odenhausen

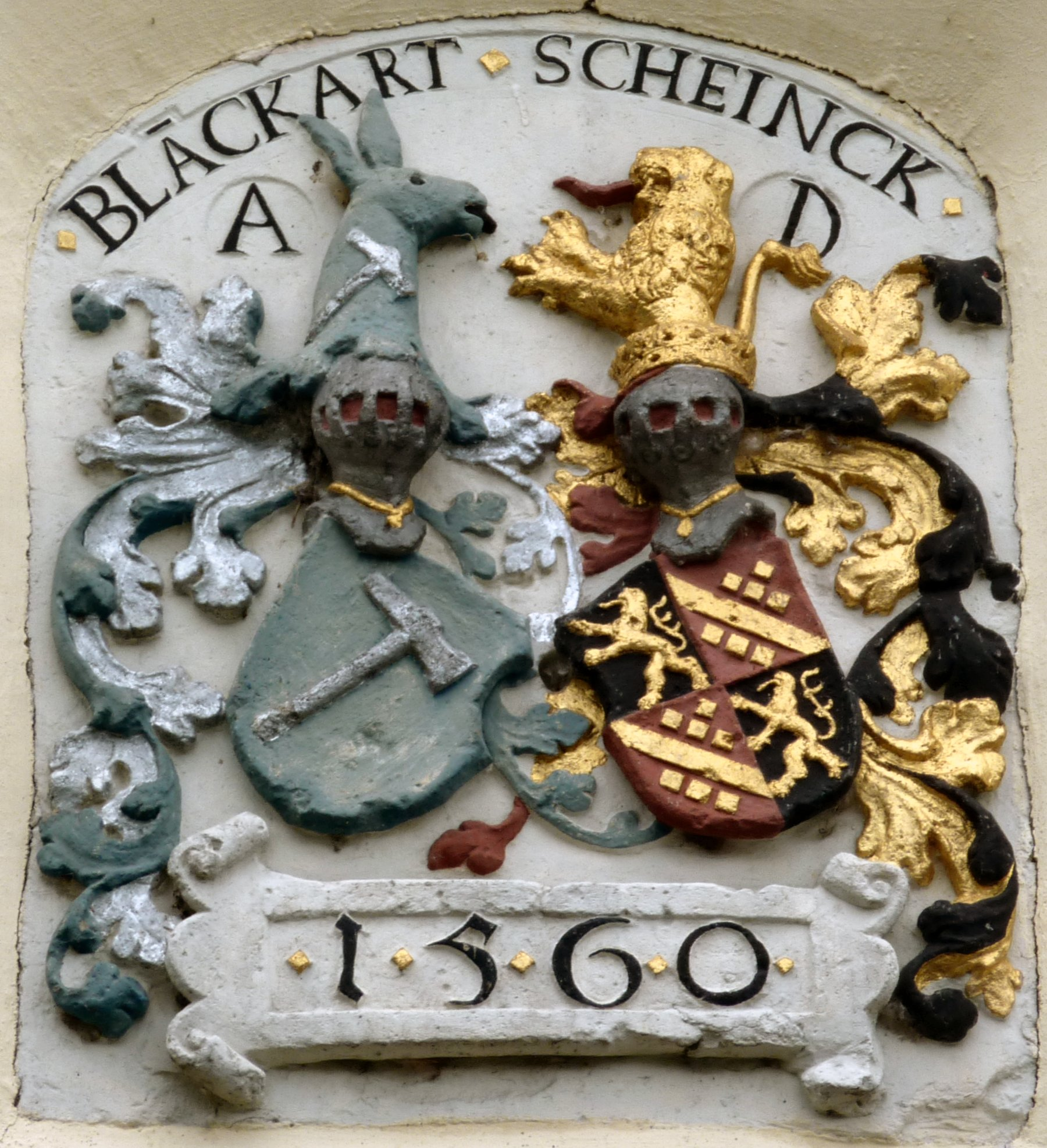
Allianzwappen über dem Portal des Herrenhauses: Bla(n/c)kart und Sche(i)n(c)k

Die Burg Odenhausen ist eine Wasserburg in Berkum, einem Ortsteil der nordrhein-westfälischen Gemeinde Wachtberg im Rhein-Sieg-Kreis. Sie steht als Baudenkmal unter Denkmalschutz.

## Lage
Die Burg befindet sich in leichter Hanglage am nordwestlichen Rand von Berkum auf etwa 228 m ü. NHN. Heute grenzt ein Neubaugebiet an die ehemaligen Wirtschaftsgebäude der Burg.

## Geschichte
Die Burg entstand im 11. Jahrhundert zunächst als Turmhügelburg (Motte). Im Mittelalter wurde die Befestigungsanlage zu einer Wasserburg mit Vor- und Kernburg ausgebaut. 1560 erfolgte unter Ludwig von Blankart der Umbau zu einer Renaissance-Anlage.
Bei der Burg Odenhausen handelt es sich um eine Wasserburg in Höhenlage, bei der die heute noch vorhandenen Wassergräben von Quellen gespeist wurden. Die Burg wurde erstmals 1316 urkundlich erwähnt und war lange Zeit ein Lehen, das die Herren von Odenhausen von der Siegburger Abtei Michaelsberg innehatten.
Eine Brücke führt über den äußeren Graben durch ein barockes Tor in den Wirtschaftshof, von dem eine weitere Brücke über den Wassergraben zu dem zweiflügeligen Herrenhaus führt. Das Portal ist von einem Wappen geschmückt. An der Hauptfront trägt ein pavillonartiger Ausbau einen zweigeschossigen Erker mit spätgotischem Maßwerk, und über der oberen Fensterreihe befindet sich auf jeder Seite ein Volutengiebel.
Seit 2005 ist die Burg im Besitz des Ehepaars Vieten und wird von diesem und ihren drei Kindern auch bewohnt.